# Livingston (Teksas)
Livingston – miasto w Stanach Zjednoczonych, w stanie Teksas, w hrabstwie Polk. W 2000 roku liczyło 5 433 mieszkańców.